# 中国地方の乗合バス事業者
中国地方の乗合バス事業者（ちゅうごくちほうののりあいばすじぎょうしゃ）一覧では、中国地方において路線バスを運行させているバス事業者をリストする。
1. 営業エリアとしている都道府県に掲載する。なお、その府県に数箇所しか停留所が存在しない場合には割愛する。
2. 高速バス・リムジンバス事業者においては、本社と停留所のある府県に記載する。
3. 本社のみが存在し、かつ停留所が無い場合は、本社所在のある府県にその事業者は記載される。
4. 当一覧の掲載対象とする事業者は、以下の通りとする。
  1. 道路運送法第4条許可による「一般乗合旅客自動車運送事業」を行う事業者
  2. 2006年10月の道路運送法改正以前に21条許可による貸切代替バス（いわゆる21条バス）運行を行っていて、改正後も運行を続けている、いわゆる「みなし4条」事業者
5. 以下の事業者は、掲載対象外とする。
  1. 自家用自動車（白ナンバー車）による有償運送での運行事業者
    - 80条バス運行事業者については、80条バス運行事業者一覧に記載すること。

  2. 乗合タクシー（乗車定員10名以下）のみを運行する事業者
    - 乗合タクシー運行事業者については、日本の乗合タクシー運行事業者一覧に記載すること
6. ▲印は会社事情（倒産・廃業・経営譲渡・吸収合併・民間移譲など）によりバス事業を終了した事業者

## 鳥取県
- 日本交通（日交バス）
- 日ノ丸自動車（日ノ丸バス）
- 日ノ丸ハイヤー

## 島根県
- 松江市交通局（市バス）
- 一畑バス
  - 松江一畑交通（空港連絡バスのみ）
  - 出雲一畑交通（空港連絡バスのみ）
  - 隠岐一畑交通
- 石見交通
- 隠岐観光
- 奥出雲交通
- 隠岐海士交通
- JRバス中国（高速バスのみ）
- スサノオ観光（市町村委託バス）
- 谷本ハイヤー（市町村委託バス）
- 大和観光 (島根県)
- 六日市交通
- 柿木産業
- 防長交通（防長バス）
- はつみ交通

## 岡山県

### 岡山地区
- JRバス中国
- 中鉄バス
  - 中鉄観光
  - 中鉄美作バス
  - 中鉄北部バス
- 両備ホールディングス（両備バス）
  - 岡山電気軌道（岡電バス）
  - ▲東備バス
- 宇野自動車（宇野バス）
- 下津井電鉄（下電バス）
  - 下電観光バス（高速バスのみ）
- 備北バス
- 八晃運輸
- ▲日生運輸（備前バス）
- 美袋交通
- ▲豊沢交通
- 加茂観光バス
- 有本観光バス
- 美作共同バス

### 倉敷地区
- 両備ホールディングス（両備バス）
- 下津井電鉄（下電バス）
  - ▲倉敷市交通局（1989年解散、上記2社に民間移譲）
- 井笠バスカンパニー
  - ▲井笠鉄道（井笠バス）
- 北振バス

## 広島県

### 広島地区
- JRバス中国
- 広島交通
  - 広交観光
  - ▲広交タクシー（エイチ・ディー西広島に移管）
- 広島バス
- 広電バス
  - ▲呉市交通局（2012年広島電鉄に民間移譲）
  - エイチ・ディー西広島 （ボン・バス）
  - 芸陽バス
  - 備北交通
  - ひろでんモビリティサービス
- フォーブル（旧第一タクシー）
- ▲エンゼルキャブ（路線はフォーブルに移管）
- 瀬戸内産交
  - ▲広今あきなだ高速（2007年事業撤退、路線は瀬戸内産交に移管）
- さんようバス（旧おおさきバス）
- 中国バス
- 西城交通
- 大朝交通 （ホープバス）
- 豊平交通
- 壬生交通
- 八重タクシー (広島県)
- 三段峡交通
- 津田交通
- 十番交通
- 江田島バス（旧能美バス）
- 安浦交通
- 大竹交通
- 佐伯交通
- ささき観光
- 加計交通
- 大竹タクシー
- 総合企画コーポレーション
- イワミツアー（高速バスのみ）
- 君田交通
- 三和タクシー (広島県)
- 野呂山タクシー
- 倉橋交通
- ひまわり交通 (広島県)
- 東広島タクシー
- 豊栄交通 (広島県)
- WILLER EXPRESS広島営業所（高速バスのみ）
- 廿日市カープタクシー

### 福山地区
- 因の島バス
  - ▲因の島運輸
- さんようバス（旧おおさきバス）
- おのみちバス
  - ▲尾道市交通局（2008年おのみちバスに民間移譲）
- 芸陽バス
- 中国バス
- 鞆鉄道（トモテツバス）
  - ▲三原市交通局（2008年上記3社に民間移譲）
- 井笠バスカンパニー
  - ▲井笠鉄道（井笠バス）
- 本四バス開発

## 山口県

### 下関地区
- サンデン交通
- ブルーライン交通

### 下関以外の地区
- いわくにバス
  - ▲岩国市交通局（2015年事業廃止・いわくにバスに民間移譲）
- 宇部市交通局（宇部市営バス）
- サンデン交通
  - ブルーライン交通
- 船木鉄道（船鉄バス）
- JRバス中国
  - ▲西日本バスネットサービス
- 防長交通（防長バス）
  - 周南近鉄タクシー
  - ▲山口市交通局（1999年事業廃止・防長交通に民間移譲）
  - ▲防石鉄道（1992年防長交通に吸収合併）